# 美国科罗拉多联邦地区法院
美国科罗拉多联邦地区法院 （引用时缩写为 D. Colo. ）是美国94个联邦地区法院中唯一位于科罗拉多州的。该法院审理后的案件需上诉至第十巡回法院，专利及《塔克法案》相关的案件需上诉至联邦巡回区法院。该法院的司法管辖权覆盖该州全部，总部位于丹佛。